# Saves the Day
Saves the Day est un groupe de pop punk américain, originaire de Princeton, dans le New Jersey. Formé en 1994, le groupe comprend le chanteur et guitariste Chris Conley, le guitariste Arun Bali, le bassiste Rodrigo Palma, et le batteur Dennis Wilson.
Après s'être formé sous le nom de Sefler en 1994, Saves the Day publie son premier album studio, Can't Slow Down, en 1998. Il est suivi par Through Being Cool (1999), qui comprend leur premier single, Shoulder to the Wheel. Stay What You Are est publié en 2001, et atteint la 100e place du Billboard 200. Ils tournent deux vidéos diffusées sur MTV2, des singles At Your Funeral et Freakish, et comptent depuis plus de 300 000 exemplaires vendus. Après le succès de Stay What You Are, Saves the Day signe chez Dreamworks Records, qui publiera leur album In Reverie, avec Vagrant Records. Il atteint la 27e place du Billboard 200 et la quatrième place des Independent Albums. eur dernier album, éponyme, est publié en 2013.

## Biographie

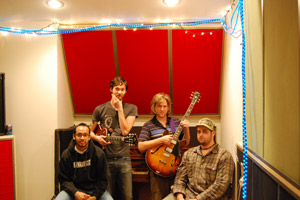
Saves the Day en 2007.

### Débuts
Saves the Day joue dans le New Jersey sous le nom de Sefler avec Chris Conley à la basse et au chant. Le groupe change de nom à la fin de 1997. De la formation originale, seul Chris Conley reste. Le groupe effectue plusieurs changements de formation et enregistre deux albums sous la même formation (Through Being Cool et  Stay What You Are), avec Conley comme seul membre permanent. Le premier véritable album du groupe, Can't Slow Down, est enregistré et publié chez Equal Vision Records en 1998 alors que les membres ne sont encore que lycéens.
Avec ses propres ressources, Saves the Day publie un EP acoustique de cinq tites, I'm Sorry I'm Leaving, au début de 1999. Plus tard dans l'année, ils publient leur deuxième album studio chez Equal Vision, Through Being Cool, dont le son est plus mélodique. Ils signeront par la suite avec le label Vagrant Records.

### Stay What You Are
En 2001, le groupe change de direction avec la sortie de Stay What You Are. Le groupe se popularise un peu plus avec la sortie de la vidéo du single At Your Funeral, et à son apparition aux émissions Late Night with Conan O'Brien et The Late Late Show with Craig Kilborn. Le groupe sort aussi une vidéo de Freakish en avril 2002. Peu après cette sortie, le guitariste Ted Alexander quitte le groupe, et est remplacé par Conley.

### In Reverie
Avec le succès de Stay What You Are, le groupe signe au label DreamWorks Records, qui publiera l'album avec Vagrant. La sortie de In Reverie en 2003 assiste à un changement musical avec des paroles moins macabres que dans leurs précédents opus. Leur nouveau son n'attire par les fans, et DreamWorks n'en fait pas une grande campagne publicitaire. La chanson Anywhere With You est publié comme single. Conley expliquera que « DreamWorks Records a complètement abandonné le truc trois jours après sa sortie, en disant qu'on n'avait pas fait le bon choix. Puis ça a été vendu un mois plus tard. Ils servent à rien. »
Peu après la sortie de l'album, DreamWorks Records est absorbé par Interscope Records, qui renverra le groupe.

## Membres

### Membres actuels
- Chris Conley – chant (depuis 1994), guitare rythmique (depuis 2002), basse (1994-1998)
- Arun Bali – guitare solo, chœurs (depuis 2009)
- Rodrigo Palma – basse (depuis 2009)
- Dennis Wilson – batterie (depuis 2013)

### Anciens membres
- Bryan Newman – batterie, percussions (1994–2002)
- Justin Gaylord - guitare rythmique (1994–1997)
- Anthony Anastacio – guitare rythmique (1997-1998)
- David Soloway – guitare solo, chœurs (1998–2009)
- Ted Alexander – guitare rythmique (1998–2002)
- Sean McGrath – basse (1998–1999 ; décédé)
- Eben D'Amico – basse, chœurs (1999–2005)
- Alex Garcia-Rivera - batterie, percussions (2002)
- Pete Parada – batterie, percussions (2002–2007)
- Manuel Carrero – basse (2005–2009)
- Durijah Lang – batterie, percussions (2007–2009)
- Spencer Peterson – batterie, percussions (2009–2010)
- Claudio Rivera - batterie, percussions (2010–2013)

### Membres de tournée
- Damon Atkinson - batterie, percussions (2002)
- Reed Black – claviers (2003–2005)
- Thomas Hunter - guitare (2009)
- Alexander Kent - basse (2009)

## Discographie
- 1998 : Can't Slow Down
- 1999 : Through Being Cool
- 2001 : Stay What You Are
- 2003 : In Reverie
- 2006 : Sound the Alarm
- 2007 : Under the Boards
- 2011 : Daybreak
- 2013 : Saves the Day

## Vidéographie
- Shoulder to the Wheel
- At Your Funeral
- Freakish
- Anywhere With You
- The End
- Deranged and Desperate
- You Vandal (Punks in Vegas Session